# 펠리시아 파

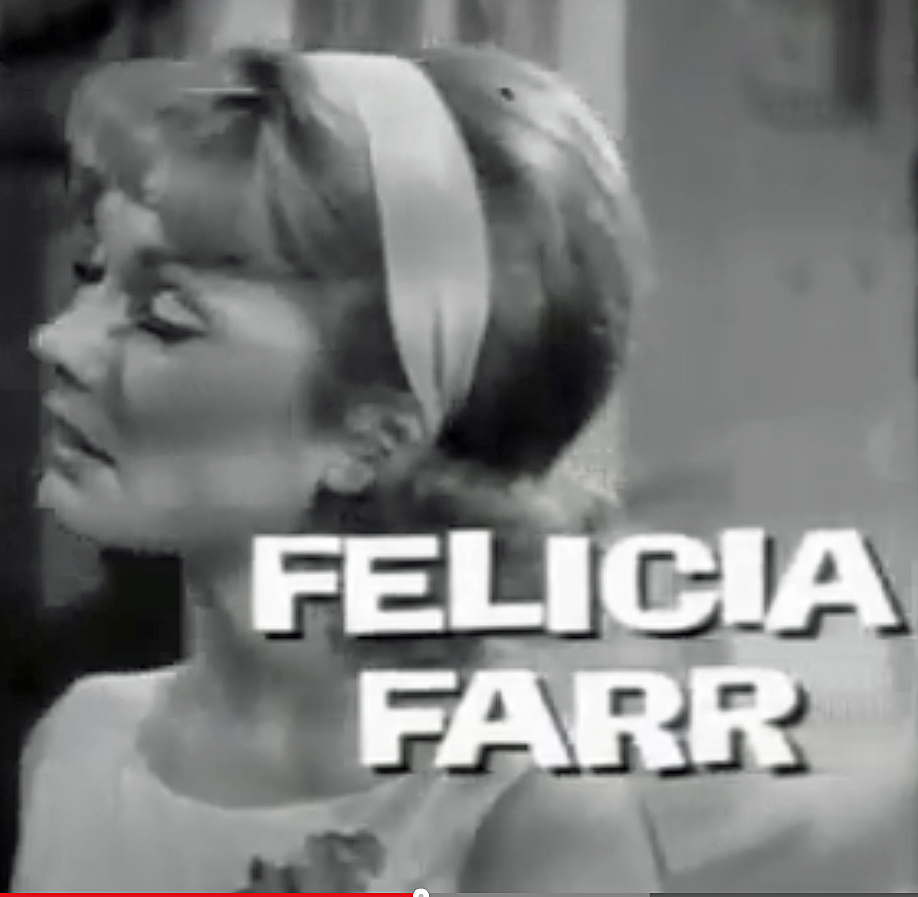

펠리시아 파(Felicia Farr, 1932년 10월 4일 ~ )는 미국의 텔레비전 배우, 모델, 영화배우이다.
웨스트체스터 군에서 태어났다.

## 영화
- 플레이어 (1992년)
- 인생이란 (1986년)
- 돌파구 (1973년)
- 코치 (1971년)
- 키스 미 스투피드 (1964년)
- 결단의 3시 10분 (1957년) - 에미 역
- 주발 (1956년)
- 최후의 포장마차 (1956년)